# Lislet
Lislet ist eine französische Gemeinde mit 218 Einwohnern (Stand 1. Januar 2022) im Département Aisne in der Region Hauts-de-France (vor 2016 Picardie). Sie gehört zum Arrondissement Vervins, zum Kanton Vervins und zum Gemeindeverband Portes de la Thiérache.

## Geographie
Die Gemeinde Lislet liegt im Süden der Landschaft Thiérache am Fluss Hurtaut, 21 Kilometer südöstlich von Vervins und 35 Kilometer nordöstlich von Laon. Nachbargemeinden von Lislet sind Montcornet im Norden, Montloué im Osten, Dizy-le-Gros im Süden sowie La Ville-aux-Bois-lès-Dizy im Westen. Mit der Nachbargemeinde Montcornet ist Lislet baulich zusammengewachsen. Der Süden des Gemeindeareals von Lislet wird bestimmt von zehn Windkraftanlagen eines interkommunalen Windparks.

## Geschichte
Lislet war unter anderem während des Dreißigjährigen Krieges, des Napoleonischen Sommerfeldzuges von 1815, des Deutsch-Französischen Krieges 1870, des Ersten Weltkriegs und zuletzt während der Schlacht von Montcornet im Jahr 1940 Schauplatz militärischer Auseinandersetzungen.
Die Gemeinde wurde am 1. Januar 2017 durch Erlass der Präfektur aus dem Arrondissement Laon in das Arrondissement Vervins eingegliedert.

## Bevölkerungsentwicklung
| Jahr      | 1962 | 1968 | 1975 | 1982 | 1990 | 1999 | 2005 | 2019 |
| Einwohner | 224  | 212  | 206  | 237  | 242  | 232  | 245  | 221  |

## Sehenswürdigkeiten

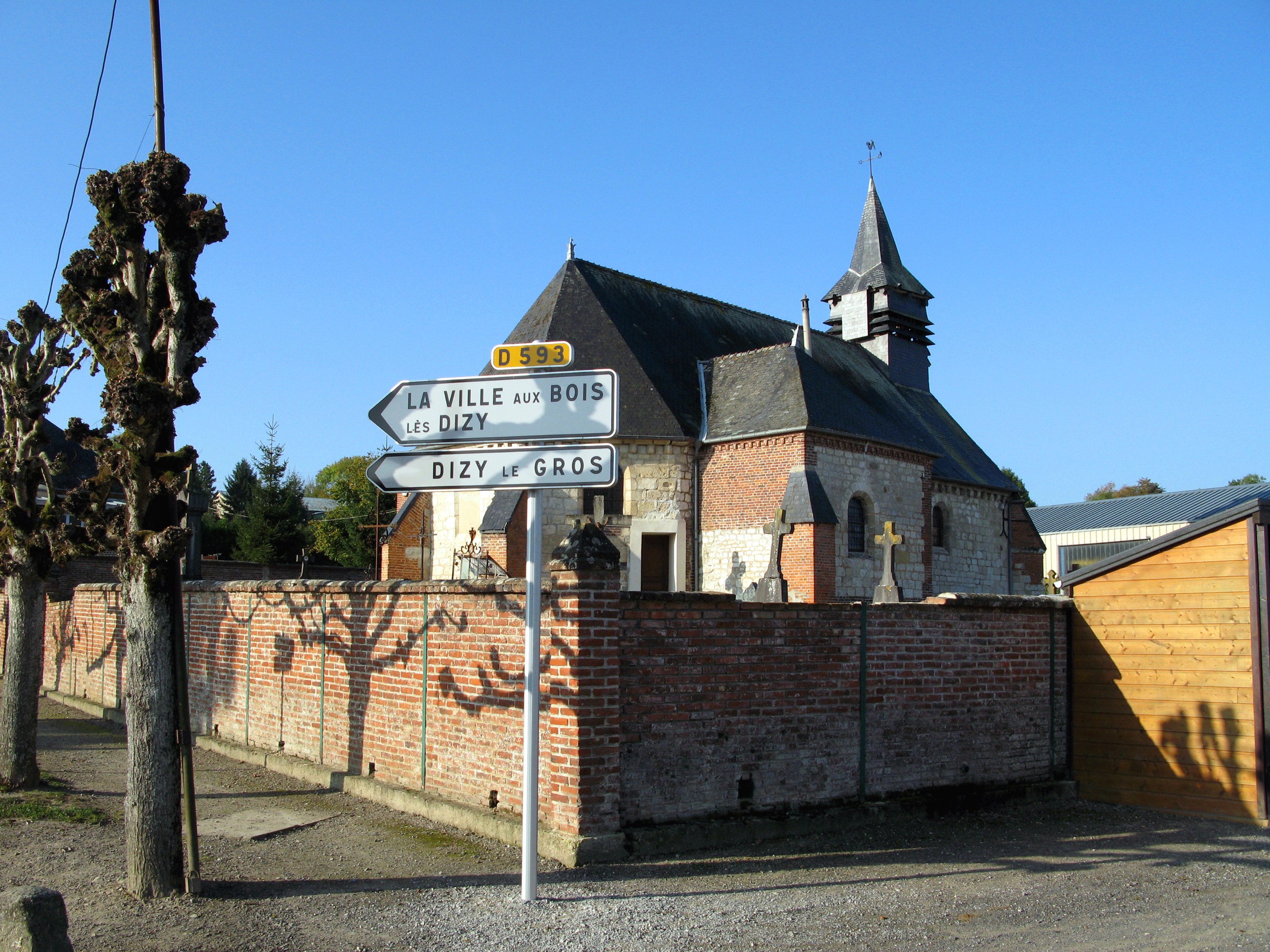
Kirche Saint-Nicolas

- Kirche Saint-Nicolas